# Ventre (physique)
Pour les articles homonymes, voir Ventre (homonymie).

Onde stationnaire résultant de la superposition d'ondes de sens inverse ; les points rouges sont les nœuds de vibration. Les ventres se trouvent à mi-chemin entre les nœuds.

Un ventre est un point le long d'une onde stationnaire où l'onde a une amplitude maximale. L'opposé d'un ventre est un « nœud », un point où l'amplitude de l'onde stationnaire est minimale. Ces points se trouvent à mi-chemin entre les nœuds.

Le point noir représente le ventre de deux ondes se superposant circulant en sens inverse où l'onde résultante par superposition atteint une amplitude maximale.